# El Niágara en bicicleta
«El Niágara en bicicleta» es una canción escrita e interpretada por el cantautor y músico dominicano Juan Luis Guerra y su grupo 4.40. La pista fue lanzada como el tercer sencillo lanzado de su octavo álbum de estudio Ni es lo mismo, ni es igual (1998) que Guerra produjo por sí mismo. El sencillo se convirtió en un éxito en las listas Billboard Hot Latin Tracks y Latin Tropical Airplay, donde alcanzó el puesto número 2. Fue la canción Latin Tropical Airplay con mejor interpretación de 1999.

## Información de la canción
La frase "[pasar] el Niágara en bicicleta" es un modismo dominicano que se usa para describir la superación de una situación difícil. En la canción, Guerra usa el término para describir la casi imposibilidad de obtener tratamiento médico en un país en desarrollo. Se ha destacado por componer canciones políticas que reflexionan sobre la situación actual de su país como "El Costo de la Vida". Al escribir la canción, Guerra afirmó que se inspiró en "un problema apremiante con los servicios de salud pública en mi país. La canción se basó en la experiencia de un viaje al hospital que hizo por su bilirrubina alta y criticó la falta de equipo que estaba roto o no disponible.

## Video musical
El video musical fue dirigido por el venezolano-estadounidense JC Barros y fue filmado en Santo Domingo y Miami, Florida durante dos días. Al igual que con la canción, el video musical tiene lugar en un hospital después de que una persona tuvo un accidente en bicicleta. Sin embargo, debido a la falta de suministros, se le pide a la persona que espere su turno en una larga fila de personas.

## Rendimiento en listas
"El Niágara en Bicicleta" debutó en el puesto 39 donde subió al puesto 5 en la semana del 8 de mayo de 1999 Luego, la canción alcanzó el puesto número 2 en el Top Latin Songs en la semana del 29 de mayo de 1999 siendo superada por la canción de Ricky Martin, Livin' la vida loca .

### Listas
| Chart (1999)                          | Máxima posición |
| ------------------------------------- | --------------- |
| El Salvador Airplay                   | 4               |
| Estados Unidos (Hot Latin Songs)      | 2               |
| Estados Unidos (Latin Pop Airplay)    | 4               |
| U.S. Billboard Latin Tropical Airplay | 2               |

## Recepción
En la reseña del disco, Evan Gutiérrez calificó a "El Niágara en Bicicleta" como "irresistiblemente cantable". En una reseña editorial del álbum, Fernando González de Amazon.com calificó la canción como el punto culminante del disco y la describió como "Guerra en su mejor momento". En 2000, la canción recibió un Premio Grammy Latino a la "Mejor Canción Tropical", así como una nominación al Premio Grammy Latino a la "Canción del Año". La canción también recibió un premio Latin Billboard Music Award por "Pista Tropical/Salsa del año". 